# Quercus sanchezcolinii
Quercus sanchezcolinii är en bokväxtart som beskrevs av Maximino Martinez. Quercus sanchezcolinii ingår i släktet ekar, och familjen bokväxter. Inga underarter finns listade i Catalogue of Life.